# Бунькова (Тюменская область)
Бунькова — деревня в Сорокинском районе Тюменской области России. Входит в состав Готопутовского сельского поселения.

## История
До 1917 года входила в состав Готопутовской волости Ишимского уезда Тюменской губернии. По данным на 1926 год состояла из 52 хозяйств. В административном отношении входила в состав Жидоусовского сельсовета Сорокинского района Ишимского округа Уральской области.

## Население
| 2010 |
| ---- |
| 77   |

По данным переписи 1926 года в деревне проживало 252 человека (128 мужчин и 124 женщины), в том числе: русские составляли 100 % населения.
Согласно результатам переписи 2002 года, в национальной структуре населения русские составляли 80 % из 108 чел.